# Église Saint-Pierre-ès-Liens d'Ervy-le-Châtel
Pour les articles homonymes, voir Église Saint-Pierre-ès-Liens.
L'église Saint-Pierre-ès-Liens est une église catholique située à Ervy-le-Châtel, en France.

## Localisation
L'église est située dans le département français de l'Aube, sur la commune d'Ervy-le-Châtel.

## Historique
L'église est construite au XVe siècle et en partie détruite en 1433 pendant la guerre de Cent Ans, elle était le siège d'une paroisse qui dépendait du diocèse de Sens et du doyenné de Saint-Florentin, elle était à la présentation de l'abbé de Saint-Germain d'Auxerre. Cette paroisse est déjà citée par une bulle du pape Urbain III en 1186.

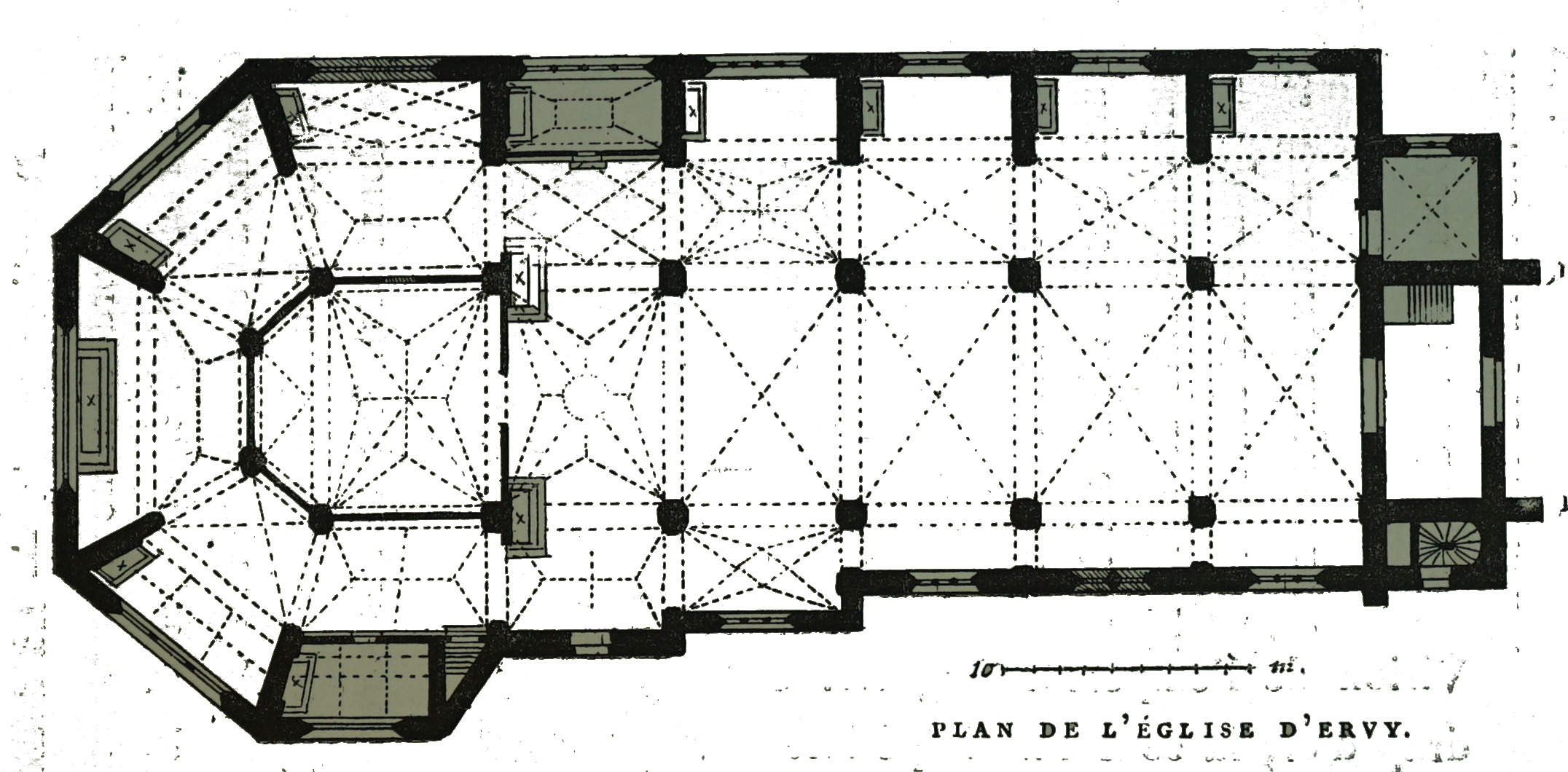
Plan.

L'église Saint-Pierre-ès-Liens est reconstruite à la fin du XVe siècle et au début du XVIe siècle c'est un mélange des styles gothique, pré-Renaissance et Renaissance avec une statuaire typique de l'École champenoise du XVIe siècle. L'édifice est classé au titre des monuments historiques en 1914. 

### Mobilier
Il possède une importante statutaire :
- Saint Roch[3] en calcaire polychrome,
- Pièta[4],
- Ecce homo[5],
- Saint Paul[6],
- Saint François d'Assise[7],
- Saint Julien[8],
- Saint Fiacre[9],
- Apparition à Marie-Madeleine[10] avec Madeleine de Torvès comme donatrice, pour celles du XVIe siècle.

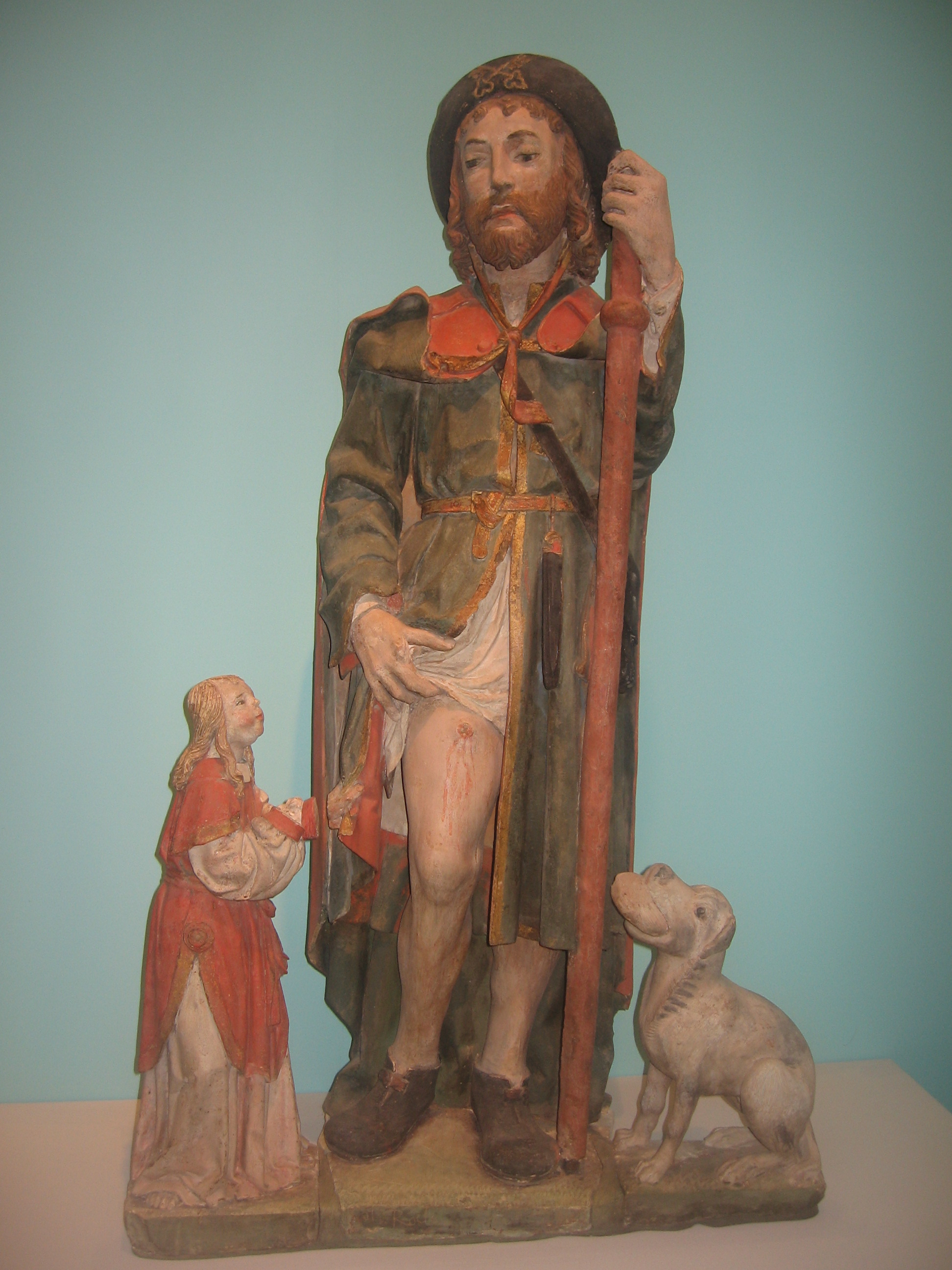
Saint Roch.
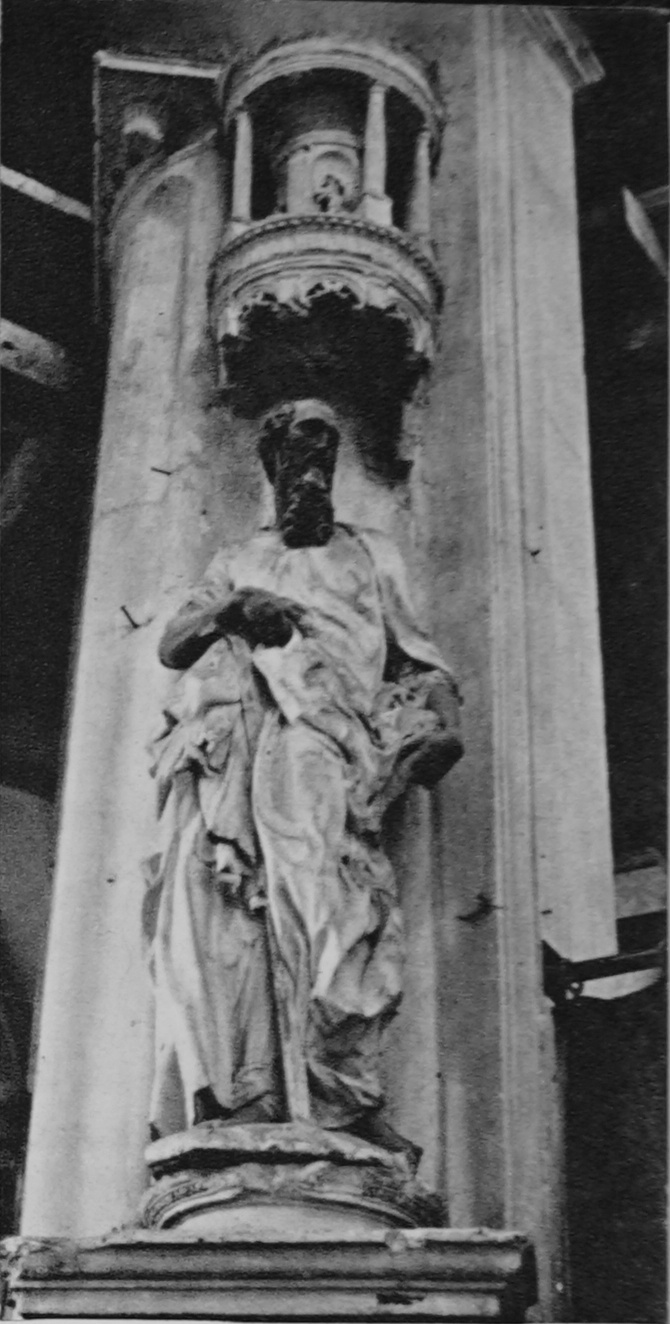
Saint Paul.
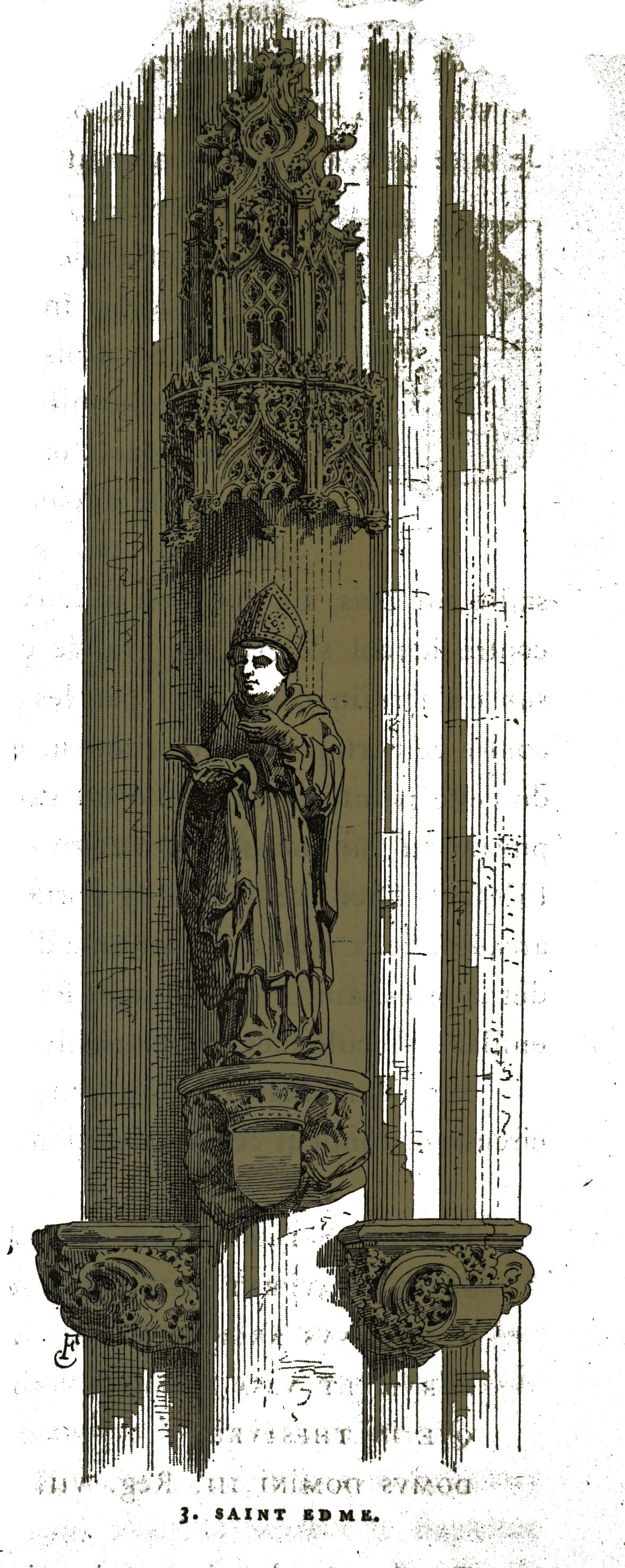
Saint Edmé.
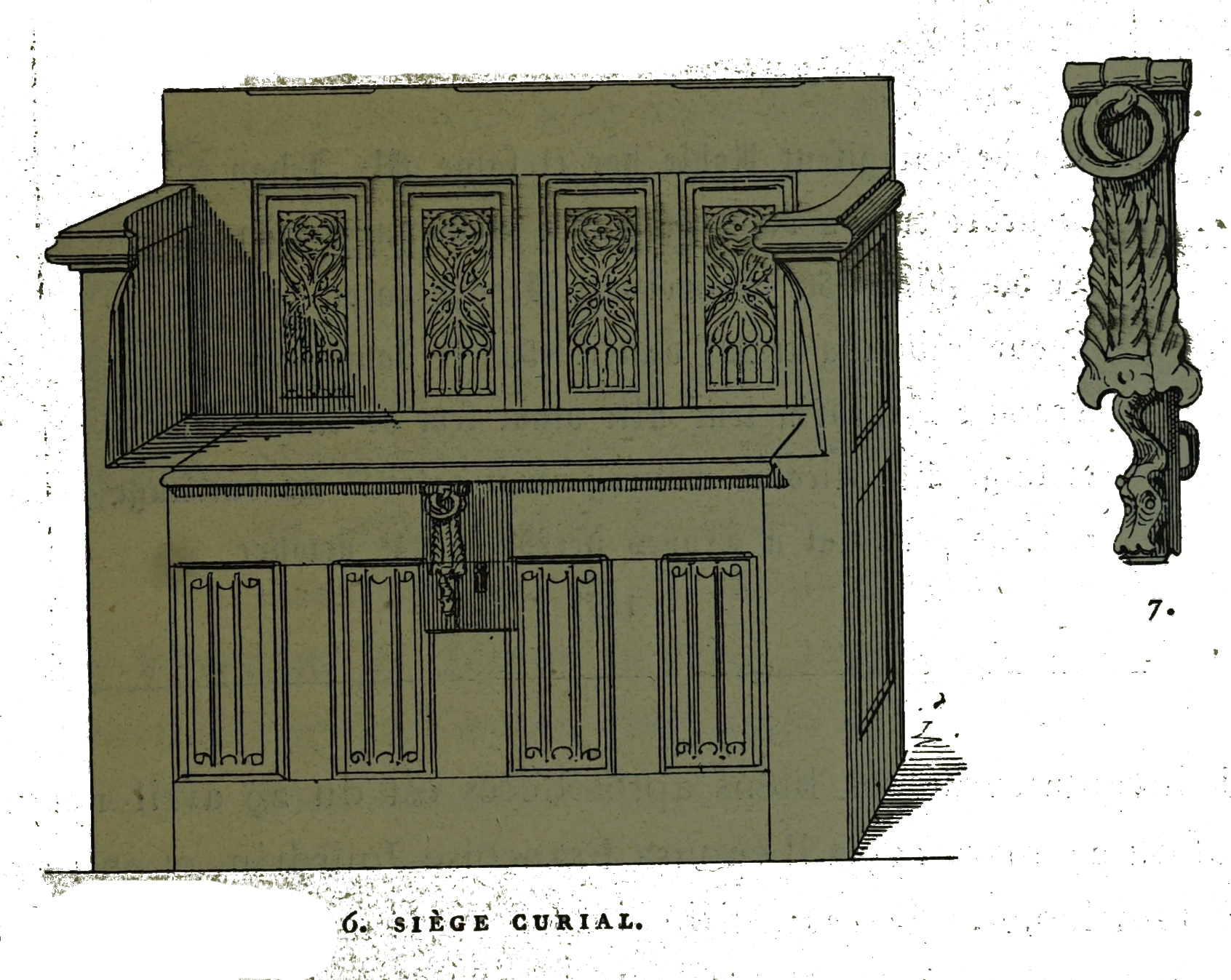
Siège curial[11].

Mais aussi un ensemble de verrières du XVIe siècle.

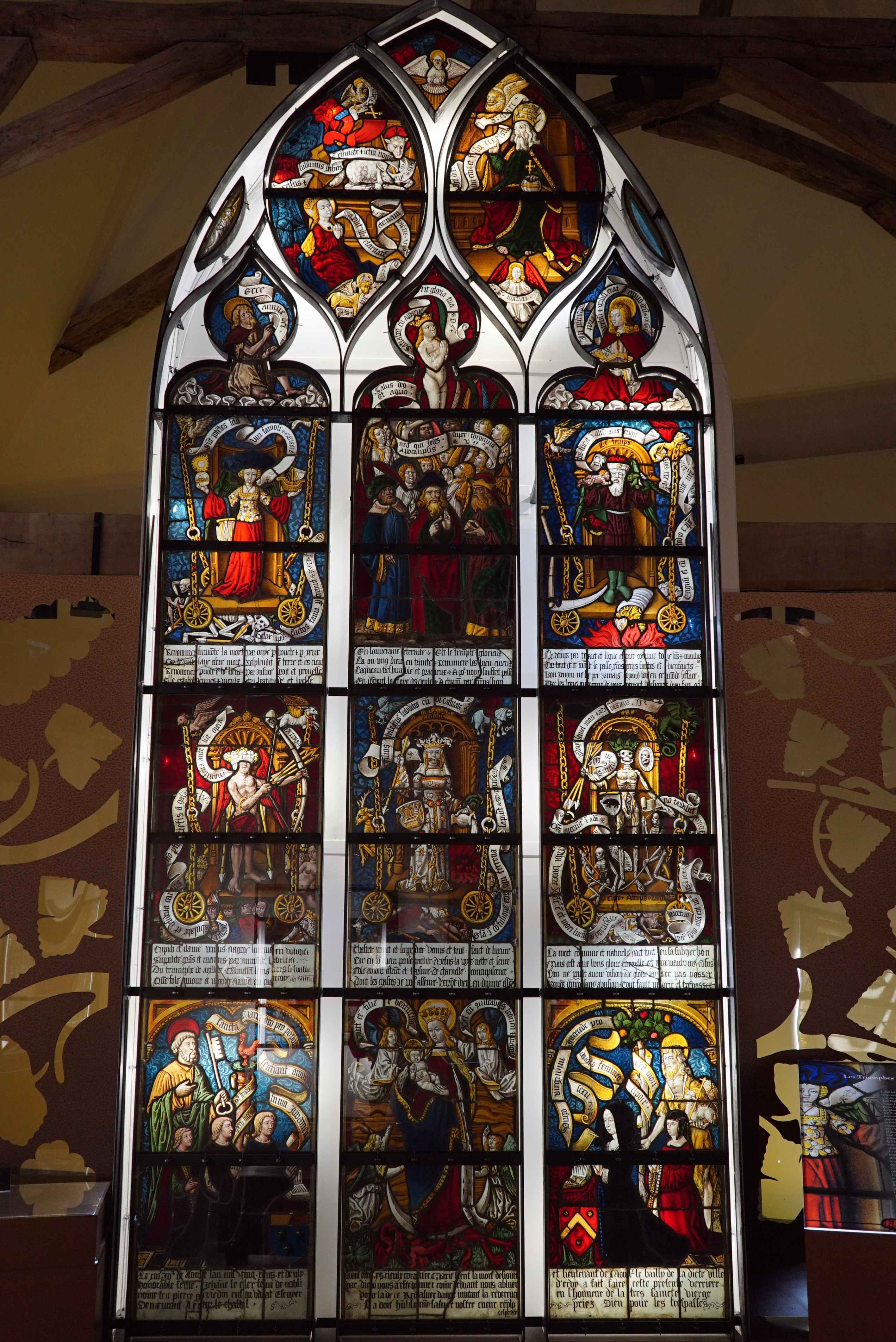
Le triomphe de Pétrarque détail Evry église Saint -Pierre, baie 8[12].
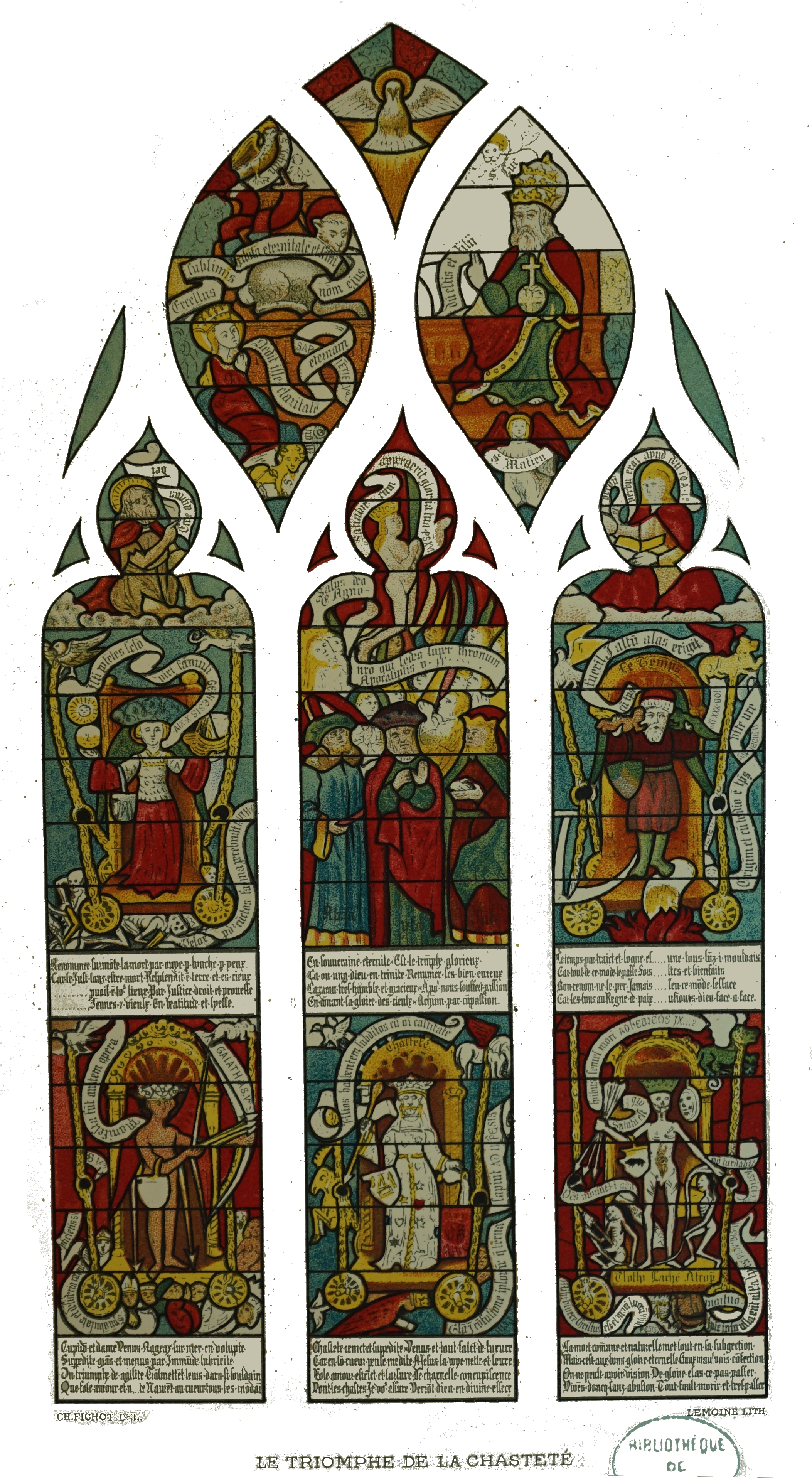
Le triomphe de la chasteté,
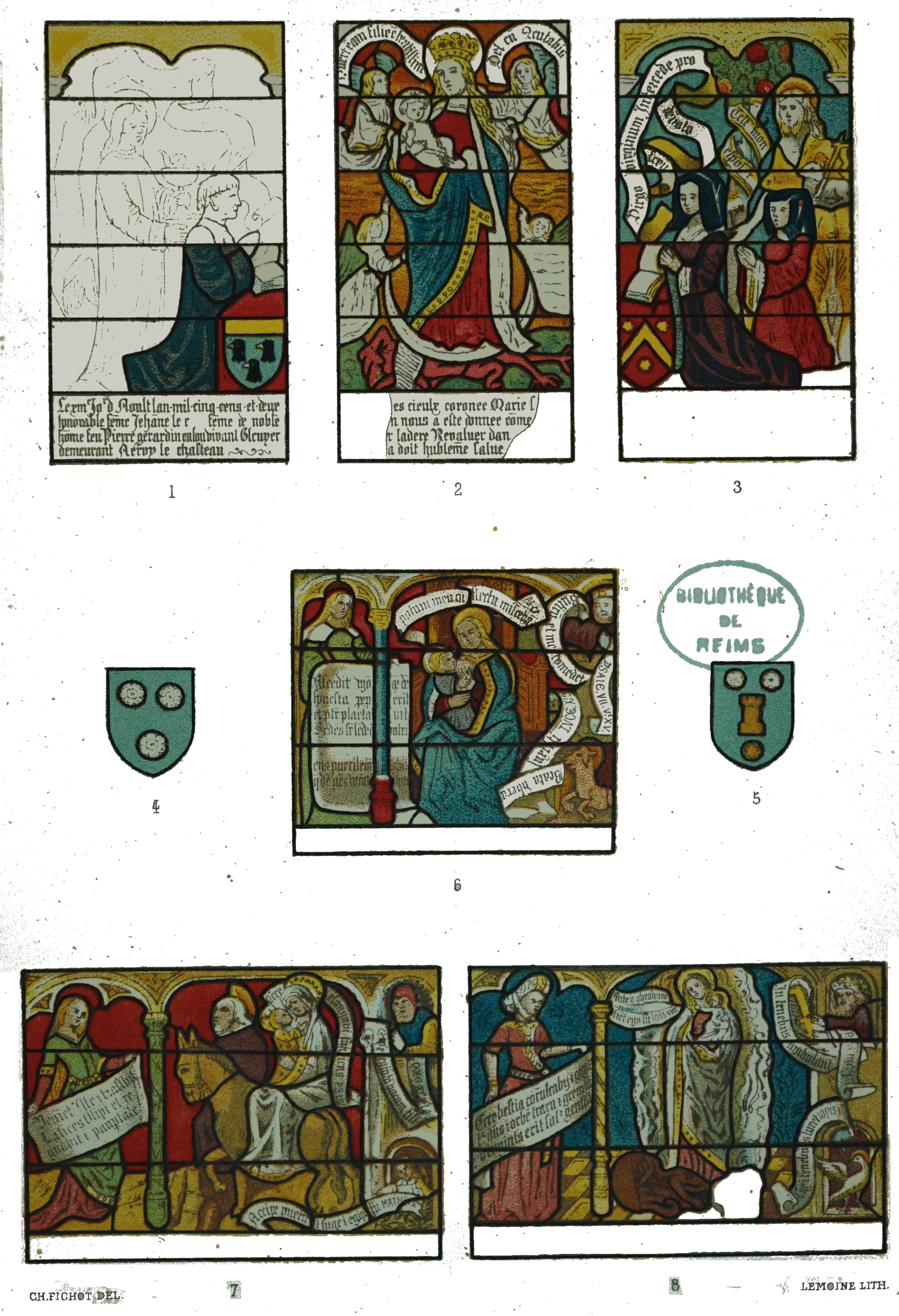
dessin de Charles Fichot.